# Mazenica
Mazenica, (znanstveno ime Rutilus rubilio)   je vrsta sladkovodnih rib iz družine pravih krapovcev, ki je razširjena po rekah in jezerih Italije in Slovenije.
V Sloveniji je uvrščena na Seznam zavarovanih živalskih vrst.